# Jelena Anatoljewna Chudaschowa
Jelena Anatoljewna Chudaschowa (russisch Елена Анатольевна Худашова, wiss. Transliteration Elena Anatol'evna Chudašova; * 10. Juli 1965 in Chabarowsk, Russische SFSR, Sowjetunion) ist eine ehemalige russische Basketballspielerin, die für die Sowjetunion, das Vereinte Team und Russland startete.
Am 28. September 1988 gewann Jelena Chudaschowa bei den Olympischen Spielen 1988 in Seoul mit der sowjetischen Mannschaft die Bronzemedaille.
Am 7. August 1992 gewann Chudaschowa bei den Olympischen Spielen 1992 in Barcelona mit der Mannschaft des Vereinten Teams die Goldmedaille.
1998 gewann sie die Silbermedaille mit dem russischen Team bei der Weltmeisterschaft in Deutschland. 1987, 1989 und 1991 war Chudaschowa mit dem sowjetischen Team Europameisterin.
1986, 1987 und 1988 gewann sie mit Dynamo Nowosibirsk die sowjetische Meisterschaft. 1992 gewann sie mit dem französischen Verein Cholet Basket die französische Meisterschaft.
Seit 2002 arbeitet Chudaschowa als Trainerin von Dynamo Moskau.